# Wiktor Trościanko
Wiktor Trościanko ps. Wiktor, Olgierd (ur. 24 października 1911 w Wilnie, zm. 26 listopada 1983 w Dénii) – polski dziennikarz i pisarz.

## Biografia
Absolwent Gimnazjum im. Króla Zygmunta Augusta w Wilnie (1930), a następnie Wydziału Prawa i Nauk Społecznych Uniwersytetu Stefana Batorego (1934). W trakcie studiów należał między innymi do Akademickiego Klubu Włóczęgów Wileńskich, gdzie jego kolegami byli Czesław Miłosz i Paweł Jasienica. Jeszcze jako student podjął współpracę z rozgłośnią wileńską Polskiego Radia, w której od 1931 prowadził audycję dla studentów Kwadrans akademicki. Po ukończeniu studiów został stałym pracownikiem Polskiego Radia. Opracowywał m.in. słuchowiska literackie oraz szopki radiowe. W 1937 przeniósł się do Warszawy, gdzie pracował do wybuchu II wojny światowej.
W okresie okupacji hitlerowskiej działał w Stronnictwie Narodowym i Narodowej Organizacji Wojskowej. Był pracownikiem referatu reportażowego Sekcji Polskiego Radia Delegatury Rządu na Kraj. Był redaktorem naczelnym organu NOW „Walki”. Jako żołnierz Batalionu „Gustaw” brał udział w powstaniu warszawskim. Po upadku powstania został więźniem obozów jenieckich, m.in. oflagu II D Gross Born (Borne Sulinowo-Kłomino) i stalagu X B w Sandbostel.
Po II wojnie światowej zdecydował się na emigrację do Londynu, gdzie publikował swoje artykuły w „Myśli Polskiej”, „Orle Białym” i in. W 1952 został publicystą radiowym w Rozgłośni Polskiej Radia Wolna Europa, gdzie prowadził audycję Odwrotna strona medalu, w której polemizował z komunistyczną propagandą. Podpisał list pisarzy polskich na Obczyźnie, solidaryzujących się z sygnatariuszami protestu przeciwko zmianom w Konstytucji Polskiej Rzeczypospolitej Ludowej (List 59). Był przeciwnikiem linii politycznej i redakcyjnej Jana Nowaka-Jeziorańskiego oraz Jadwigi Mieczkowskiej, czemu dał wyraz m.in. w rozmowach przeprowadzanych w Monachium z oficerami Wojskowej Służby Wewnętrznej PRL.
Ostatnie lata życia mieszkał w Hiszpanii. Zmarł w miejscowości Dénia 26 listopada 1983.

## Wydane książki
- Przeciw wiatrom (zbiór wierszy), 1956
- Nike i skarabeusz (zbiór reportaży), 1965
- Trylogia powieściowa: Wiek męski (1971), Wiek klęski (1971), Nareszcie lata pokoju (1976)